# Testimone involontario
Testimone involontario (Most Wanted) è un film statunitense del 1997 diretto da David Hogan.

## Trama
Il sergente dei Marines James Dunn, impegnato in una missione durante la prima guerra del golfo come tiratore scelto, si rifiuta di obbedire ad un ordine. Il suo diretto superiore lo minaccia con una rivoltella, segue una colluttazione in cui l'ufficiale muore per un colpo partito accidentalmente.
James Dunn viene processato e condannato a morte. Durante il trasferimento dal carcere alla cella dei condannati alla pena capitale, il mezzo che lo trasporta viene fatto ribaltare con un'esplosione da un fantomatico corpo militare segreto al comando di un certo colonnello Casey. Portato in un luogo segreto, James Dunn viene arruolato a forza in questo corpo di specialisti, deputato ad operazioni segrete contro terroristi. Il primo incarico che gli viene affidato è quello di eliminare l'industriale biochimico Donald Bickart, reo, secondo Casey, di vendere clandestinamente i suoi prodotti a stati canaglia, tuttavia Dunn scopre che il suo scopo è quello di essere falsamente percepito come l'uomo che ha assassinato la first lady .
Presto inizia la ricerca di Dunn e della dottoressa Victoria Constantini che ha assistito all'accaduto e ha filmato l'incidente. Dunn la trova e lei diventa un'alleata, dapprima riluttante, dopo che lui le ha salvato la vita da alcuni cospiratori che le hanno fatto saltare in aria la casa con lo scopo di distruggere il filmato in suo possesso. Sono inseguiti e cacciati dai militari, guidati dal generale Adam Woodward, che in effetti si presentava come il defunto tenente colonnello, ispiratore della cospirazione.
Durante la caccia all'uomo, Dunn e Constantini iniziano a mettere insieme i pezzi di chi c'è dietro l'assassinio della First Lady e che coinvolge anche Donald Bickhart, il capo della potente azienda farmaceutica. Questa aveva testato un vaccino sperimentale, chiamato CRC-13, su soldati e sul quale la first lady stava indagando ed è il motivo per cui è stata uccisa. Come cortina fumogena, Bickhart mette una taglia di 10 milioni di dollari per chiunque (sia civile che delle forze dell'ordine) possa catturare Dunn vivo o morto. Nel frattempo, Dunn trova un alleato affidabile nel capo della CIA Ken Rackmill, che sa che Dunn è innocente e sa anche che qualcuno all'interno della sua stessa organizzazione sta lavorando con i cospiratori che lo hanno incastrato fin dall'inizio.